# Gurlitt (släkt)

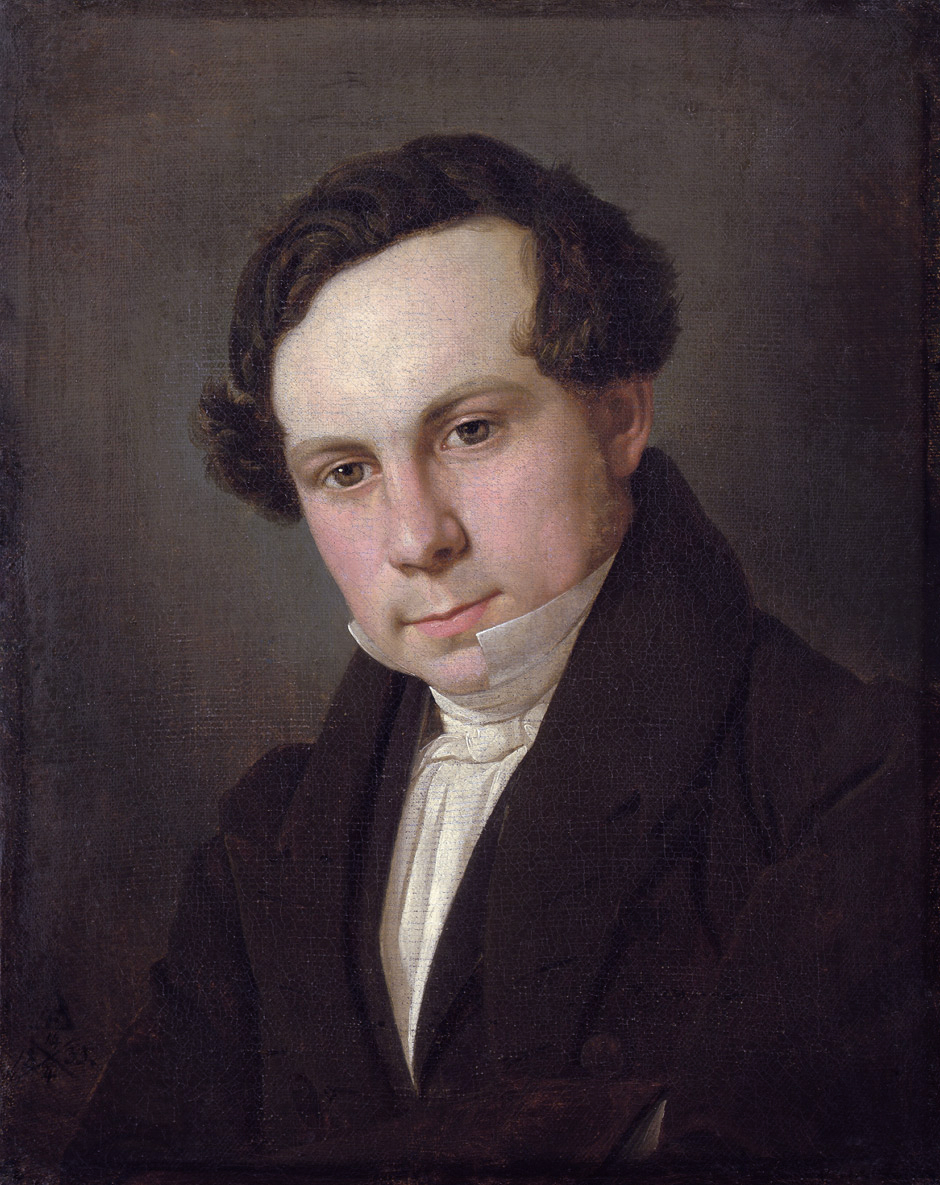
Louis Gurlitt 1833

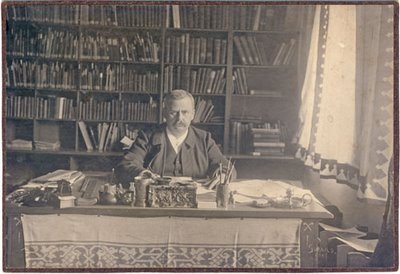
Konsthistorikern Cornelius Gurlitt 1905

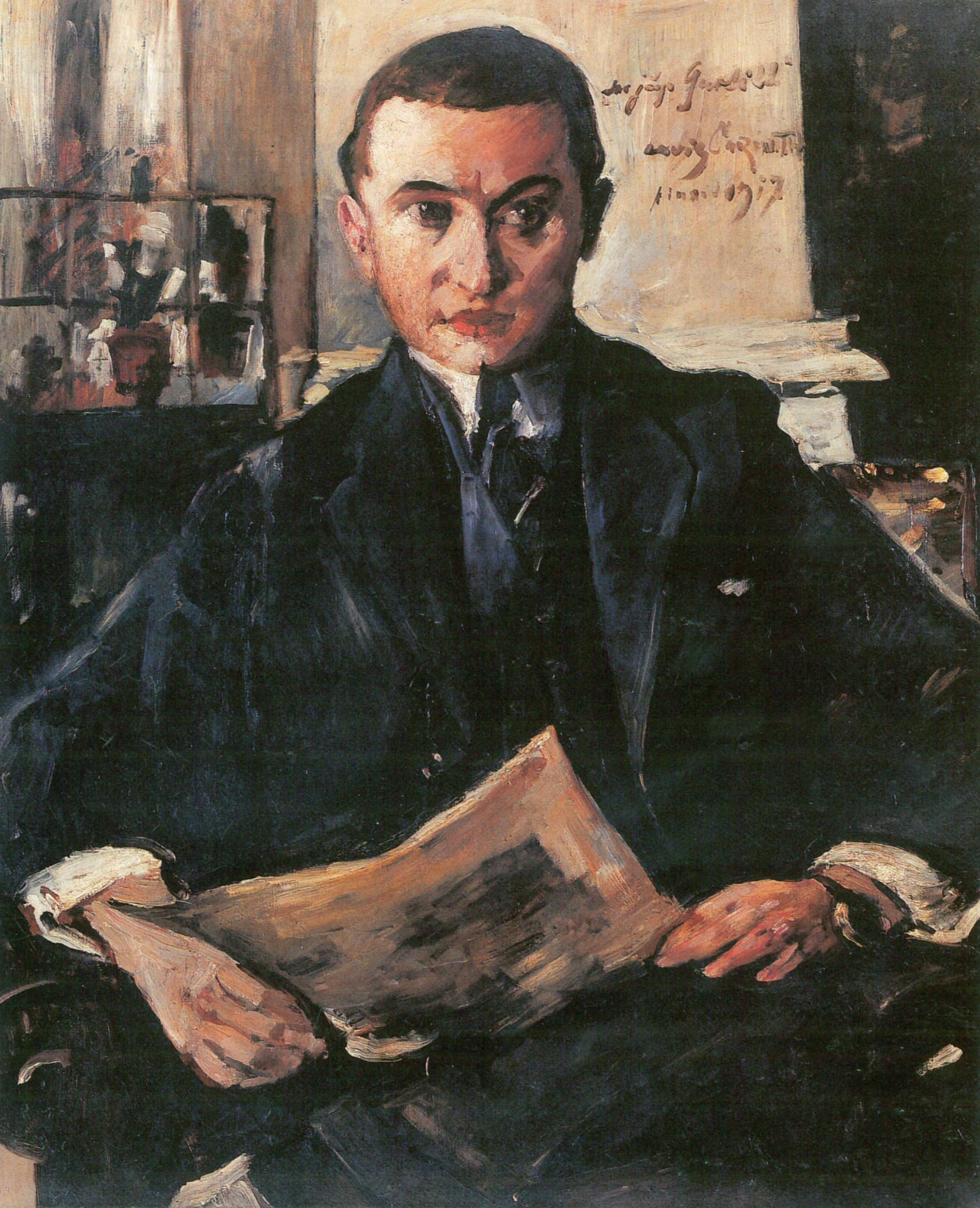
Lovis Corinth: Wolfgang Gurlitt 1917

Gurlitt är ett familjenamn för en tysk släkt av konstnärer, vetenskapsmän och konsthandlare.
1. Johann Gottfried Gurlitt (1754–1827) - tysk filolog och pedagog.
2. Johann August Wilhelm Gurlitt (1774–1855) –  tysk fabrikör, son till Gottlieb Wilhelm Gurlitt och Katharina Ester Gurlitt (född Stumfeld). Han var gift med Helene (född Eberstein) och paret hade 16 barn.
  1. Emanuel Gurlitt (1826–1896) – tysk urmakare, borgmästare i Husum och fosterländsk diktare.
  2. Cornelius Gurlitt (kompositör) (1820–1901) – tysk kompositör och dirigent.
  3. Louis Gurlitt (1812–1897) – tysk-dansk landskapsmålare. Hans morbror var Eugen Krüger. I sitt tredje äktenskap var han gift med Elisabeth (född Lewald), som var en syster till författaren Fanny Lewald.
    1. Wilhelm Gurlitt (1844–1905) – tysk-österrikisk arkeolog i Graz, gift med Mary Labat.
    2. Cornelius Gurlitt (konsthistoriker) (1850–1938) – tysk arkitekt och konsthistoriker, pionjär för forskning om tysk barockkonst.
      1. Wilibald Gurlitt (1889–1963) – tysk musikstoriker, utgivare av ett musiklexikon, som var en bearbetning av ett av hans lärare Hugo Riemann ursprungligen utgivet lexikon.
      2. Cornelia Gurlitt (1890–1919) – tysk målare inom expressionismen.
      3. Hildebrand Gurlitt (1895–1956) – tysk konsthistoriker och konstsamlare, som handlade med av nazisterna beslagtaqgen konst. Han var gift med dansaren Helene Hanke (död 1968).
        1. Cornelius Gurlitt (konstsamlare) (1932–2014) – tysk konstsamlare, vars konstsamling belagtogs 2012 av tysk åklagarmyndighet.
        2. Benita Gurlitt (1935−2012) – tysk konsthistoriker.

    3. Friedrich "Fritz" Gurlitt (1854–1893) – tysk konsthandlare och gallerist i Berlin. Han var gift med Annarella Imhoff, dotter till skulptören Heinrich Max Imhof. Han arrangerade den första utställningen av impressionister i Tyskland.
      1. Wolfgang Gurlitt (1888–1965) – tysk konstsamlare och gallerist, liksom sin kusin troligen förskaffade konst till Adolf Hitler för det av honom personligen planerade Führermuseum i Linz. Han var efter andra världskriget grundare av och chef för Neue Galerie der Stadt Linz.
      2. Manfred Gurlitt (1890–1972) – tysk kompositör, dirigent och musikpedagog.

    4. Ludwig Gurlitt (1855–1931) – tysk reformpedagog och förespråkare för ungdomsrörelsen Wandervogel, Han var gift med Helene Schrotzberg, som var dotter till målaren Franz Schrotzberg.
3. Johann Friedrich Karl Gurlitt (1802–1864) - tysk teolog.